# Proef van Lasègue

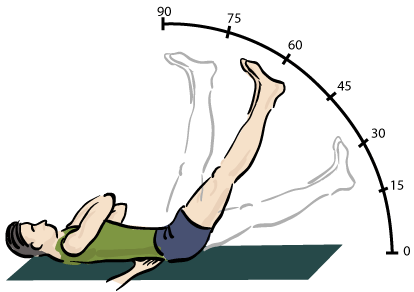
Uitvoering van een Lasègueproef

De proef van Lasègue is in de geneeskunde een test om te evalueren of er sprake is van prikkeling van een zenuwwortel op het punt waar deze uit de wervelkolom tevoorschijn komt. Hiertoe wordt er licht aan de zenuw getrokken. Als dit aanleiding geeft tot ergere pijn zit de zenuwwortel waarschijnlijk in meerdere of mindere mate knel. Vaak is de oorzaak hiervan een rughernia.

## Uitvoering
De proef (straight leg raising test) wordt als volgt uitgevoerd: de patiënt ligt op de rug met gestrekte benen. De onderzoeker tilt eerst het ene, dan het andere been langzaam in gestrekte toestand op. Hierdoor wordt er enigszins aan de nervus ischiadicus en de bijbehorende zenuwwortels getrokken. Vanaf een bepaalde hoek van optillen van het gestrekte been kan de patiënt uitstralende pijn in dit been gewaar worden. Dit maakt verder heffen zeer onaangenaam. De proef van Lasègue is in dit geval positief. De arts meet of schat dan de hoek en noteert deze samen met welk been het betreft, bv. "Lasegue links 30 graden, rechts 90 graden" als de pijn bij het linkerbeen al bij dertig graden heffing optrad, en bij het rechterbeen pas bij 90 graden.

## Interpretatie
De proef van Lasègue is negatief wanneer men het gestrekt been 70 graden of verder kan heffen zonder dat de patiënt pijn voelt. In dat geval moet een andere oorzaak van de lage rugpijn overwogen worden. De test is positief als de patiënt bij minder dan 60-70 graden heffing ischiaspijn ervaart. De sensitiviteit van deze proef bij ischiasklachten is 0,80-0,95, de specificiteit rond de 0,4 voor de diagnose rughernia.
Bij niet lenige mensen (maar ook bij bijvoorbeeld veel voetballers) is een vals positieve proef van Lasègue mogelijk. De pijn die ze hierbij voelen zit in de rekking van de pezen en spieren van de achterkant van het bovenbeen (de hamstrings), niet in de zenuw. Hier spreekt men van "tight hamstrings".

## Doel
De proef van Lasègue wordt meestal uitgevoerd bij mensen met lage rugpijn, om onderscheid te kunnen maken tussen lumbago (rugpijn zonder wortelprikkeling) en ischias (rugpijn met wortelprikkeling, vaak ten gevolge van een rughernia). De test is niet 100 procent betrouwbaar, maar geeft meestal snel een goede evaluatie.

## Andere onderzoeken
Andere tekens waarop kan worden gelet zijn het teken van Kernig en het teken van Brudzinski, die vooral in de context van meningeale prikkeling worden onderzocht.